# Motýlí hvězdokupa
Motýlí hvězdokupa (také M 6 nebo NGC 6405) je jasná otevřená hvězdokupa v souhvězdí Štíra, kterou před rokem 1654 objevil Giovanni Battista Hodierna. Uspořádání hvězd ve hvězdokupě připomíná motýla s otevřenými křídly.
Ze všech objektů Messierova katalogu má Motýlí hvězdokupa na obloze nejmenší úhlovou vzdálenost od středu galaxie, který se nachází v sousedním souhvězdí Střelce. Od Země je vzdálená 1 600 ly.

## Pozorování

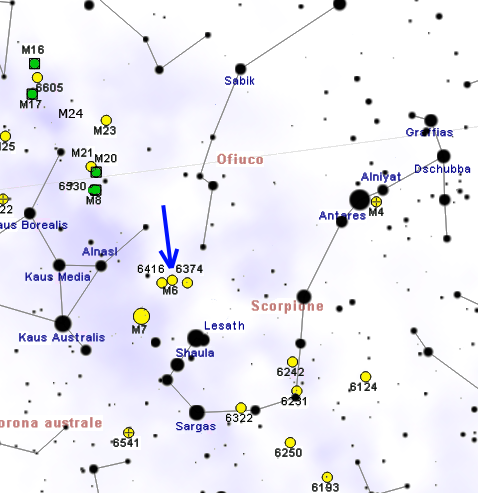
Poloha M 6 v souhvězdí Štíra.

M6 je velmi snadno pozorovatelná hvězdokupa. Dá se najít v polovině spojnice ocasu Štíra a hrotu šípu Střelce. Je dobře viditelná pouhým okem a k jejímu rozložení na několik desítek navzájem velmi blízkých hvězd stačí i malý triedr. V triedru 10x50 je možné vidět asi patnáct nahuštěných hvězd, ale při ještě vyšším zvětšení se hvězdokupa zcela rozloží a hvězdy jsou pěkně oddělené. Na jejím východním okraji je dobře vidět červený obr, proměnná hvězda BM Scorpii.
Hvězdokupu je možné poněkud obtížně pozorovat i ze severnějších oblastí, ale v mnoha oblastech Kanady a severní Evropy není pozorovatelná vůbec. V oblastech středních severních zeměpisných šířek je v noci vidět pouze pár hodin, zato na jižní polokouli je vidět velmi vysoko nad obzorem po většinu roku. Nejvhodnější období pro její pozorování na večerní obloze je na jižní polokouli od dubna do září.

## Historie pozorování
Prvním doloženým objevitelem této hvězdokupy je Giovanni Battista Hodierna, který ji v roce 1654 popsal takto: „Čtvrtá mlhovina (Hodiernova seznamu mlhovin) je menším členem dvojice mlhovin, které září u ostnu Štíra. Tato mlhovina vyčnívá nad ostnem a je odkloněná na severozápad.“ Hodiernovy zápisky však zůstaly po dvě staletí ukryty, proto býval za jejího objevitele považován Jean-Philippe Loys de Chéseaux, který ji nezávisle spoluobjevil v letech 1745-1746.
Nicolas-Louis de Lacaille ji do svého katalogu přidal v letech 1751-1752. Charles Messier ji zařadil mezi Messierovy objekty 23. května 1764 a popsal ji takto: „Hvězdokupa tvořená malými hvězdami mezi lukem Střelce a ocasem Štíra. Při pohledu pouhým okem vypadá jako mlhovina bez hvězd, ale i malý dalekohled ji ukáže jako kupu malých hvězd. Průměr 15′.“ Pozorovali ji také William Herschel a jeho syn John. William ji popsal jako hustou hvězdokupu tvořenou překrývajícími se hvězdami a John jako jasný a bohatý objekt.

## Vlastnosti
Skutečný rozměr hvězdokupy je přibližně 20 ly a odhady její vzdálenosti od Země jsou v rozsahu 1 500 až 2 000 ly, přitom nejnovější výzkumy udávají hodnotu 1 600 ly. Nejistotu v odhadu její vzdálenosti způsobuje zejména mezihvězdný prach, který oblast kolem hvězdokupy stíní.
Jak je u otevřených hvězdokup běžné, hvězdokupu tvoří převážně mladé modré hvězdy. Její nejjasnější hvězdou je ovšem červený obr BM Scorpii. Na barevných fotografiích hvězdokupy je nápadně vidět rozdíl mezi červenou barvou tohoto obra a ostatními jasnými modrými hvězdami spektrální třídy B. Mezi skutečné členy hvězdokupy se řadí asi 120 hvězd, ale kvůli velkému počtu hvězd na pozadí se může zdát, že k ní patří mnohem více hvězd.
Stáří hvězdokupy se odhaduje na 50 až 100 milionů let, takže je stářím srovnatelná například s hvězdokupou Melotte 20.
Úhlová velikost hvězdokupy je 25′ a hvězdná velikost 4,2. Její hvězdná velikost ovšem výrazně kolísá, protože její nejjasnější hvězda, BM Scorpii, je polopravidelná proměnná hvězda, která mění svoji jasnost v rozmezí velikosti 5,5 až 7,0 mag a tím ovlivňuje celkovou jasnost hvězdokupy. Další slabě proměnnou hvězdou je jedna hvězda typu Delta Scuti, jejíž jasnost kolísá o několik desetin magnitudy. Její největší jasnost je přibližně 11,5 magnitudy.

### Knihy
- O'MEARA, Stephen James. Deep Sky Companions: The Messier Objects. New York: Cambridge University Press, 1998. Dostupné online. ISBN 0-521-55332-6. (anglicky)

### Mapy hvězdné oblohy
- Toshimi Taki. Taki's 8.5 Magnitude Star Atlas [online]. 2005 [cit. 2018-07-24]. Dostupné v archivu pořízeném dne 2018-11-05. (anglicky) - Atlas hvězdné oblohy volně stažitelný ve formátu PDF.
- TIRION, RAPPAPORT, LOVI. Uranometria 2000.0 - Volume II - The Southern Hemisphere to +6°. Richmond, Virginia, USA: Willmann-Bell, inc., 1987. ISBN 0-943396-15-8.
- TIRION, SINNOTT. Sky Atlas 2000.0. 2. vyd. Cambridge, USA: Cambridge University Press, 1998. ISBN 0-933346-90-5.
- TIRION. The Cambridge Star Atlas 2000.0. 3. vyd. Cambridge, USA: Cambridge University Press, 2001. Dostupné online. ISBN 0-521-80084-6.